# 宇田川かをり
宇田川 かをり（うだがわ かをり、1995年5月15日 - ）は、日本の女優。
アメリカ合衆国フィラデルフィア出身（育ちは東京都）。ボックスコーポレーション所属。

## 人物
- 身長171cm。
- 趣味は音楽鑑賞、旅行。
- 特技はバスケットボール、着付け、英会話、水泳、殺陣、日本舞踊。

## 出演作品

### テレビドラマ
- ウルトラマンZ 第18話「2020年の再挑戦」（2020年、テレビ東京） - カオリ / ケムール人

### 配信ドラマ
- アンダーウェア 第3話（2015年、Netflix）
- Invisible TOKYO #8 「消失」（2017年、Amazonプライム・ビデオ）

### 映画
- 時の行路（2020年、池袋シネマ・ロサ） - 山本かおり
- The Winning Bet（2020年公開予定）
- JOINT（2021年11月20日）

### 舞台
- 劇団コノエノ!第4回特別公演「MONEY MONEY MONEY」（2019年、下北沢・シアター711）

### MV
- Kepha「Priceless」（2016年）
- LUCKY TAPES「Gravity」（2018年）

### 雑誌
- PERK MAGAZINE「POPEYE」（2018年8月号、マガジンハウス）
- sonofthecheese（2018年、GEN IZAWA）

### スチール
- JR東日本 JRE POINT
- BEDWIN & THE HEARTBREAKERS（2018年）
- VOGUE GIRL（2018年）